# Australian Open 2017 – čtyřhra vozíčkářů
Čtyřhra vozíčkářů Australian Open 2017 probíhala ve druhé polovině ledna 2017. Do vozíčkářské soutěže melbournského grandslamu nastoupily čtyři páry. Obhájci titulu byli francouzské turnajové jedničky Stéphane Houdet a Nicolas Peifer, kteří dohráli v semifinále na raketách argentinsko-britské sestavy.
Vítězství si připsal druhý nasazený belgicko-britský pár Joachim Gérard a Gordon Reid, jenž ve finále zdolal argentinského vozíčkáře Gustava Fernándeze s Britem Alfiem Hewettem. Po dvousetovém průběhu 6–3 a 3–6 o rozhodl šampionech až závěrečný supertiebreak poměrem míčů 10–3. 25letý Skot Reid tak pátou trofejí z grandslamové čtyřhry zkompletoval deblový kariérní Grand Slam, když poprvé triumfoval i na posledním ze čtyř majorů – Australian Open.

## Nasazení párů
1. Stéphane Houdet /  Nicolas Peifer (semifinále)
2. Joachim Gérard /  Gordon Reid (vítězové)

## Turnaj
| Legenda                                                       |                                                                        |                                                   |
| - Q – kvalifikant - WC – divoká karta - LL – šťastný poražený | - Alt – náhradník - SE – zvláštní výjimka - PR/SR – žebříčková ochrana | - w/o – bez boje - r – skreč - d – diskvalifikace |

### Pavouk
|  | Semifinále | Semifinále                     | Semifinále                 | Semifinále | Semifinále |      |                                | Finále | Finále | Finále | Finále | Finále |
|  |            |                                |                            |            |            |      |                                |        |        |        |        |        |
|  | 1          | Stéphane Houdet Nicolas Peifer | 6                          | 1          | [7]        |      |                                |        |        |        |        |        |
|  |            | Gustavo Fernández Alfie Hewett | 1                          | 6          | [10]       |      |                                |        |        |        |        |        |
|  |            | Gustavo Fernández Alfie Hewett | 1                          | 6          | [10]       |      | Gustavo Fernández Alfie Hewett | 3      | 6      | [3]    |        |        |
|  |            |                                |                            |            |            |      | Gustavo Fernández Alfie Hewett | 3      | 6      | [3]    |        |        |
|  |            | 2                              | Joachim Gérard Gordon Reid | 6          | 3          | [10] |                                |        |        |        |        |        |
|  |            | 2                              | Joachim Gérard Gordon Reid | 6          | 3          | [10] | Maikel Scheffers Ben Weekes    | 0      | 1      |        |        |        |
|  |            |                                |                            |            |            |      | Maikel Scheffers Ben Weekes    | 0      | 1      |        |        |        |
|  | 2          | Joachim Gérard Gordon Reid     | 6                          | 6          |            |      |                                |        |        |        |        |        |